# Ruido (pel·lícula de 2005)
Ruido és el segon llargmetratge del director uruguaià Marcelo Bertalmío. Rodat a l'Uruguai en el 2004, la pel·lícula mostra la història de Basilio en un viatge per descobrir quin és el sentit de l'ésser, d'una manera còmica i intel·ligent. El seu autor defineix la pel·lícula com «una comèdia existencialista per a metaleros».

## Sinopsi
Basilio és molt bona gent, de vegades massa bona, ja que tothom s'aprofita d'ell. La seva esposa l'abandona, els seus amics el ridiculitzen, i és tan gran la seva tristesa que decideix suïcidar-se. Justament en el moment de cometre l'acte fatalista, rep una anomenada a un cel·lular que no és el seu. En aquest moment la seva vida canvia i al final troba el veritable valor de l'amistat, així com el sentit a la vida. Les ocurrències d'Irene, la missió de Vera i la labor de Méndez, que donen títol a la pel·lícula, faran canviar la manera de ser i pensar de Basilio.

## Elenc
- Basilio: Jorge Visca
- Méndez: Jorge Bazzano
- Irene: Maiana Olazábal
- Vera: Lucía Carlevari
- Carla: Eva Santolaria
- Enric: Fermí Casado
- Edgar: Josep Linuesa
- Patricio: Miquel Sitjar
- Eduardo: Javier Baliosian

## Recepció
Guanyadora del Premi del Públic a la Seminci de Valladolid 2005), ha participat en més de 20 festivals a tot el món, incloent els de Mar del Plata, Guadalajara, Chicago, Los Angeles, Lleida, Tübingen (Alemanya), Santiago de Xile, Vancouver, Toronto, Rio de Janeiro, Biarritz, Oslo, el Caire i Melbourne.